# برونا فورلان
برونا دياس فورلان (من مواليد 28 أبريل 1983) سياسية ومحامية برازيلية. أمضت حياتها السياسية في تمثيل ساو باولو بعد أن عملت كممثلة للدولة منذ 2011.

## الحياة الشخصية
ولدت فورلان لروبنز فورلان وسونيا دياس. والدها سياسي أيضًا. قبل أن تصبح سياسية عملت فورلان كمحامية. فورلان عضو في المصلين المسيحيين في كنيسة العنصرة البرازيلية. فورلان حاصلة على درجة الماجستير من جامعة بوليستا، وحاصلة على شهادات عليا في إدارة المدينة وفي القيادة التنفيذية من جامعة هارفارد في الولايات المتحدة.

## الحياة السياسية
في سن السابعة والعشرين كانت فورلان أصغر ممثل تم انتخابها في الانتخابات العامة البرازيلية لعام 2010 عن عمر يناهز 27 عامًا. شغلا فورلان منصب نائب رئيس الحزب الديمقراطي الاجتماعي في مجلس النواب من عام 2011 إلى عام 2016، وكانت زعيم الحزب في المجلس منذ عام 2018.
صوتت فورلان لصالح اقتراح إقالة الرئيسة آنذاك ديلما روسيف. صوتت فورلان لصالح إصلاح العمل البرازيلي لعام 2017، وستصوت ضد تحقيق فساد في ميشيل تامر خلف روسيف.